# Луитполд фон Плайн-Хардег
Луитполд фон Плайн-Хардег (на немски: Liutpold Graf von Plain, Graf von Hardegg; * 1135/1140; † 17 юни 1193) е граф на Плайн (в провинция Залцбург) (1167) и Хардег (1188) в Долна Австрия.

## Живот
Той е син на граф Луитполд I фон Плайн († 22 януари 1164), фогт на манастирите „Св Петер“ в Залцбург и „Фрауенкимзее“, и съпругата му Ута фон Пайлщайн († пр. 22 ноември 1170) от род Зигхардинги, дъщеря на граф Конрад I фон Пайлщайн († 1168) и Еуфемия Австрийска († 1168), дъщеря на маркграф Леополд II Австрийски. Брат е на граф Хайнрих I фон Плайн-Хардег († ок. 30 октомври 1196), женен пр. 1177 г. за Агнес фон Вителсбах († ок. 1200), дъщеря на херцог Ото I фон Вителсбах. Сестра му Аделхайд фон Плайн е омъжена за граф Хайнрих II фон Фронтенхаузен-Ратенберг († 1208) и е майка на Конрад IV фон Фронтенхаузен, епископ на Регенсбург (1204 – 1226). Сестрите му Кунигунда фон Плайн († 1160) и Берхта фон Плайн са монахини в Адмонт. Внук е на граф Вериганд фон Плайн († ок. 31 октомври 1123), който построява ок. 1100 г. замък Плайн, през 1108 г. взема името на своя замък и е първият граф на Плайн, през 1123 г. дарява по-късния манастир „Хьоглвьорт“.
Луитполд през 1167 г. ръководи фамилията Плайн против Залцбург, по нареждане на Барбароса. Те унищожават града и крепостта. При Луитполд се увеличава влиянието на фамилията. През 1187/1188 г. той става граф на Хардег и 1190 г. фогт на манастир Берхтесгаден.
След смъртта му през 1193 г. управлението поема по-малкият му брат му Хайнрих I († 30 октомври 1193/97) и става също фогт на манастир „Херенкимзее“.

## Фамилия
Луитполд фон Плайн-Хардег се жени ок. 1164 г. за Ида фон Бургхаузен († сл. 26 януари. 1210), дъщеря на граф Гебхард I фон Бургхаузен († 1163) и маркграфиня София фон Ветин-Майсен († сл. 1190), дъщеря на маркграф Конрад I фон Майсен († 1157) и графиня Луитгардис фон Равенщайн († 1146), дъщеря на граф Адалберт фон Равенщайн († ок. 1121) и Бертрада (Берта) фон Бол от фамилията Хоенщауфен († сл. 1120/пр. 1142), сестра на крал Конрад III († 1152), дъщеря на император Хайнрих IV († 1106). Те имат децата:
- Луитолд III фон Плайн-Хардег († 27 август 1219 в битка при Тревизо), граф на Хардег (1198), граф на Плайн (1203), фогт на Гьотвайг (1205), фогт на Михаелбойерн (1213), баща на Луитолд IV († 6 ноември 1248), и на Хайлвиг фон Плайн († сл. 15 февруари 1256), омъжена за Хайнрих II фон Шаунберг († 25 юли 1276)
- Гебхард I фон Плайн († 10 октомври 1232), епископ на Пасау (1222 – 1232)
- София († сл. 12 октомври 1210), омъжена сл. 14 ноември 1200 г. за граф Ото фон Лебенау († ок. 8 март 1205)
- дъщеря († сл. 1180), монахиня в Адмонт
- вер. Конрад († сл. 5 март 1234)
- вер. Кунигунда фон Плайн-Хардег, омъжена за Гундакер III фон Щархемберг-Щайнбах-Вилдберг († 1240), син на Гундакар II фон Щайр-Щайнбах († сл. 1247) и Елизабет фон Хауншперг.